# Bibliothèque standard du C
 (juin 2013).
Si vous disposez d'ouvrages ou d'articles de référence ou si vous connaissez des sites web de qualité traitant du thème abordé ici, merci de compléter l'article en donnant les références utiles à sa vérifiabilité et en les liant à la section « Notes et références ».
La bibliothèque standard du C est la bibliothèque standard du langage C, comme spécifiée dans la norme ISO C.  Elle prend la forme d'une collection d'en-têtes et de routines utilisées pour implémenter des opérations courantes, telles que les entrées/sorties et la gestion des chaînes de caractères, dans le langage C. Au contraire d'autres langages comme Pascal et PL/I, C n'inclut pas de mots-clés pour ces tâches, donc presque tous les programmes écrits en C utilisent la bibliothèque standard, ne serait-ce que pour afficher un résultat.

## Architecture
Le nom et la signature (le « prototype » en C) de chaque fonction sont décrits dans des en-têtes qui sont inclus dans le code source, tandis que le code objet des fonctions est séparée dans une bibliothèque logicielle, qui ne sera liée au reste du programme qu'au moment de l'édition de liens. Le nom et l'espace de noms des en-têtes sont devenus communs. Le plus souvent, chaque en-tête constitue un fichier séparé, mais l'organisation des implémentations reste diverse. 
La bibliothèque standard était initialement fournie avec le compilateur. Depuis le début des années 2010, elle est intégrée à différents système d'exploitation. Sous les systèmes Unix, on la trouve habituellement dans le répertoire /usr/lib/, et elle porte les noms de libc.a ou libc.so ; les fichiers d'en-tête, eux, sont dans le répertoire /usr/include. Cependant, le compilateur sait toujours où se trouvent ces fichiers, donc il est inutile de le lui préciser.
Sous Linux, c'est généralement la bibliothèque glibc qui est utilisée ; sous Windows, c'est généralement la bibliothèque standard de Visual C++, dénommée MSVCR*.dll, car elle est disponible indépendamment du compilateur C utilisé. Comme les compilateurs C offrent souvent plus de fonctionnalités que celles spécifiées par les normes C ISO et POSIX, une bibliothèque standard fournie avec un compilateur spécifique est peu compatible avec les bibliothèques standards des autres compilateurs pour les fonctions qui ne sont pas normalisées.
L'expérience a montré que la plus grande partie de la bibliothèque standard C a été bien conçue. Quelques parties avec le recul apparaissent cependant comme des erreurs. La fonction de lecture de ligne gets et l'utilisation de  scanf pour lire des chaînes en entrée sont la source de beaucoup de débordements de tampon, et la plupart des guides de programmation recommandent d'en éviter l'usage. Une autre vieillerie est strtok, une fonction conçue comme un analyseur lexical primitif mais qui est assez « fragile » et difficile à utiliser. Enfin, la gestion des dates et heures est primitive, avec notamment, la quasi-impossibilité de gérer les fuseaux horaires.

## Histoire
Unix et le langage de programmation C ont été créés par les laboratoires AT&T et Bell (AT&T's Bell Laboratories) au début des années 1970. Le langage C primitif ne fournissait pas de fonctionnalités incorporées comme les opérations d'entrées/sorties (au contraire des langages traditionnels comme Pascal et Fortran). Avec le temps, les communautés d'utilisateurs de C ont partagé des idées et des implémentations de ce que nous appelons maintenant la bibliothèque standard de C pour fournir ces fonctionnalités. Beaucoup de ces idées ont été incorporées dans la définition normalisée du langage de programmation C.
Pendant la décennie 1970, C est devenu populaire. Beaucoup d'universités et d'organisations ont créé leurs propres variantes de ce langage pour leurs projets. Dans les années 1980 des problèmes de compatibilité entre les différentes implémentations de C sont apparus.

### Normes ANSI et ISO
En 1983 l'Institut national américain des standards (American National Standards Institute (ANSI)) a formé un comité pour établir une spécification normalisée de C, connue sous le nom de « C ANSI ». Ce travail culmina avec la création de la norme C89 en 1989. Une partie de la norme résultante était un ensemble de fonctions de bibliothèque appelé bibliothèque standard C ANSI (ANSI C standard library). Cette norme est devenue Norme internationale en 1990, et est aussi connue comme C ISO (ISO C).
Des révisions ultérieures de la norme C ISO ont ajouté de nouvelles fonctions et de nouveaux en-têtes à la bibliothèque. Le support de ces extensions varie selon les implémentations. Les en-têtes <iso646.h>, <wchar.h>, et <wctype.h> ont été ajoutés avec l'amendement normatif 1 (Normative Amendment 1), abrégé ci-dessous par Amd.1, qui constitue un ajout à la norme C ratifiée en 1995. Les en-têtes <complex.h>, <fenv.h>, <inttypes.h>, <stdbool.h>, <stdint.h> et <tgmath.h> ont été ajoutées avec le C99, une révision de la norme C publiée en 1999.
La bibliothèque standard C ISO consiste en 24 en-têtes qui peuvent être inclus dans un projet de programmeur avec une simple directive. Chaque en-tête contient des prototypes de fonctions, des définitions de types et de macros. Le contenu de ces en-têtes est décrit ci-dessous.

## Extensions
En comparaison avec d'autres langages (par exemple Java), la bibliothèque standard C de la norme ISO est minuscule. Elle fournit un jeu élémentaire de fonctions mathématiques, de manipulation de chaînes de caractères, de conversion de types et d'entrée/sortie maniant les fichiers et les terminaux. Elle n'inclut pas de base standard de « types de conteneurs » comme le fait la bibliothèque de modèles standard C++ (Standard Template Library) du langage C++. Elle laisse de côté les interfaces graphiques (Graphical User Interface, abr. GUI), les outils réseau, les fonctions de synchronisation entre tâches et la profusion d'autres fonctionnalités que Java fournit en standard. L'avantage principal d'une petite bibliothèque standard est qu'il est beaucoup plus facile de fournir un environnement fonctionnel pour C ISO que pour les autres langages et le portage d'applications en langage C vers de nouvelles plateformes est donc relativement rapide.
Beaucoup d'autres bibliothèques peuvent se superposer à la bibliothèque standard pour fournir des fonctionnalités équivalentes à celles fournies par la bibliothèque standard d’autres langages : par exemple, le projet d'environnement de bureau GNOME a développé la boîte à Outils GIMP (GIMP ToolKit, GTK) et GLib, une bibliothèque qui contient des conteneurs de structures de données. De cette variété de bibliothèques disponibles, certaines boîtes à outils ont montré à travers le temps des capacités supérieures. L'inconvénient majeur est qu'elles ne fonctionnent souvent pas particulièrement bien ensemble, les programmeurs sont souvent obligés de jongler avec plusieurs bibliothèques différentes et certaines fonctionnalités peuvent être présentes sous des formes différentes sous chaque plateforme particulière, parfois même au sein d'un même logiciel important.

## Les en-têtes de la bibliothèque C ISO
<assert.h>Contient la macro assert, utilisée pour aider à détecter des incohérences de données et d'autres types de bogues dans les versions de débogage d'un programme.
<complex.h>Pour manipuler les nombres complexes (introduit par C99).
<ctype.h>Fonctions utilisées pour classifier rapidement les caractères, ou pour convertir entre majuscules et minuscules de manière indépendante du système de codage des caractères (character set) utilisé (ASCII, ISO/CEI 8859-1, EBCDIC, etc.).
<errno.h>Ensemble (ou le plus souvent sous-ensemble) des codes d'erreurs renvoyés par les fonctions de la bibliothèque standard au travers de la variable errno.
<fenv.h>Pour contrôler l'environnement en virgule flottante (floating-point) (introduit par C99).
<float.h>Contient des constantes qui spécifient les propriétés des nombres en virgule flottante qui dépendent de l'implémentation, telles que la différence minimale entre deux nombres en virgule flottante différents (xyz_EPSILON), le nombre maximum de chiffres de précision (xyz_DIG) et l'intervalle des nombres pouvant être représentés (xyz_MIN, xyz_MAX).
<inttypes.h>Pour des conversions précises entre types entiers (introduit par C99).
<iso646.h>Pour programmer avec le jeu de caractères ISO 646 (introduit par Amd.1).
<limits.h>Contient des constantes qui spécifient les propriétés des types entiers qui dépendent de l'implémentation, comme les intervalles des nombres pouvant être représentés (xyz_MIN, xyz_MAX).
<locale.h>Pour s'adapter aux différentes conventions culturelles.
<math.h>Pour calculer des fonctions mathématiques courantes. C99 a ajouté de nombreuses fonctions mathématiques, en particulier pour converger avec la norme CEI 559 dite aussi IEEE 754.
<setjmp.h>Pour exécuter des instructions goto non locales (sortes d'exceptions).
<signal.h>Pour contrôler les signaux (conditions exceptionnelles demandant un traitement immédiat, par exemple signal de l'utilisateur).
<stdarg.h>Pour créer des fonctions avec un nombre variable d'arguments.
<stdbool.h>Pour avoir une sorte de type booléen (introduit par C99).
<stddef.h>Définit plusieurs types et macros utiles, comme NULL.
<stdint.h>Définit divers types d'entiers, c'est un sous-ensemble de inttypes.h (introduit par C99).
<stdio.h>Fournit les capacités centrales d'entrée/sortie du langage C, comme la fonction printf.
<stdlib.h>Pour exécuter diverses opérations dont la conversion, la génération de nombres pseudo-aléatoires, l'allocation de mémoire, le contrôle de processus, la gestion de l'environnement et des signaux, la recherche et le tri.
<string.h>Pour manipuler les chaînes de caractères.
<tgmath.h>Pour des opérations mathématiques sur des types génériques (introduit par C99).
<threads.h>Implémente la gestion de threads comme un standard de la libc (introduit par C11)
<time.h>Pour convertir entre différents formats de date et d'heure.
<wchar.h>Pour manipuler les caractères larges (wide char), nécessaire pour supporter un grand nombre de langues et singulièrement Unicode (introduit par Amd.1).
<wctype.h>Pour classifier les caractères larges (introduit par Amd.1).

## La bibliothèque standard en C++
Le langage de programmation C++ reprend les fonctionnalités de la bibliothèque standard C ISO, mais il y fait plusieurs modifications, comme transformer les noms des en-têtes de <xyz.h> en <cxyz> (cependant, les noms dans le style C sont toujours disponibles, bien que périmés) et placer tous les identificateurs dans l'espace de noms (namespace) std.